# Hydrovatus vicinus
Hydrovatus vicinus är en skalbaggsart som beskrevs av Guignot 1958. Hydrovatus vicinus ingår i släktet Hydrovatus och familjen dykare. Inga underarter finns listade i Catalogue of Life.